# Patton Strikes Back
Patton Strikes Back est un jeu vidéo de type wargame développé par Chris Crawford et publié par Broderbund Software en 1991 sur Macintosh et  IBM PC. Le jeu se déroule pendant la Seconde Guerre mondiale et simule la contre-attaque allemande de décembre 1944 en Belgique qui donne lieu à la bataille des Ardennes. Il se joue à la souris, seul contre l'ordinateur, qui peut contrôler les Alliés ou les Allemands. Il se déroule en temps réel mais la vitesse du jeu peut être ajustée, et il est mis en pause chaque fois qu'une unité est sélectionnée. Il prend place sur une carte des Ardennes sur laquelle le joueur déplace et fait attaquer ses unités (de la taille d'une brigade ou d'une division) suivant quatre directions. Chaque unité est représenté par un symbole qui indique son statu (en mouvement, en attaque, en défense...). Le jeu est régulièrement interrompu par l'affichage d'anecdotes historiques à l'écran qui donnent des informations sur la bataille des Ardennes, par exemple sur les armes utilisées ou sur la vie des soldats pendant celle-ci.

## Accueil
Patton Strikes Back  est un échec commercial. Chris Crawford attribue d’abord c’est échec à l’incapacité de son éditeur, Broderbund Software, à tenir ses délais. La sortie du jeu est en effet initialement prévu pour noël 1990 et, s'il livre le jeu à son éditeur dans les délais, ce dernier prend du retard et ne parvient pas à publier le jeu à temps. C’est cependant le jeu en lui-même qu’il considère comme la principale raison de son échec commercial. Il explique en effet avoir créé Patton Strikes Back comme un wargame destiné aux joueurs occasionnels mais que, en 1991, le marché des wargames ne concerne déjà plus que les fans du genre. À sa sortie, le jeu est ainsi très critiqué par les wargamers, du fait de son manque de complexité et de difficulté, tout en ne parvenant pas à attirer son cœur de cible, les joueurs occasionnels, qui ne sont déjà plus intéressé par ce genre de jeux.
En 1991, Patton Strikes Back est notamment élu « meilleur wargame de l'année » par la rédaction du magazine Game Player's PC Entertainment.